# Wygnańcy (serial telewizyjny)
Wygnańcy (Outcasts, 2010) – brytyjski serial telewizyjny nadawany przez stację BBC One od 2 lutego 2011 roku. W Polsce nadawany jest na kanale Filmbox HD od 9 września 2012 roku. Stworzony przez Bena Richardsa.

## Opis fabuły
W połowie XXI wieku Ziemia staje się wyludniona, dlatego grupa ludzi postanawia podtrzymać rasę ludzką na nowo odkrytej planecie Carpathi. Będą starać się aby nie powtórzyły się błędy popełnione w przeszłości.

## Obsada
- Liam Cunningham jako Prezydent Richard Tate
- Hermione Norris jako dr Stella Isen
- Daniel Mays jako Cass Cromwell
- Amy Manson jako Fleur Morgan
- Ashley Walters jako Jack Holt
- Michael Legge jako Tipper Malone
- Eric Mabius jako Julius Berger
- Laura Greenwood jako Aisling
- Langley Kirkwood jako Rudi
- Imdad Miah jako Santi
- Patrick Lyster jako kapitan Kellermann
- Jeanne Kietzmann jako Lily Isen
- Jamie Bamber jako Mitchell Hoban

## Spis odcinków
| Światowa premiera | Polska premiera | N/o | Angielski tytuł |
| ----------------- | --------------- | --- | --------------- |
|                   |                 |     |                 |
| SERIA PIERWSZA    |                 |     |                 |
|                   |                 |     |                 |
| 07.02.2011        | 09.09.2012      | 01  | Episode 1       |
|                   |                 |     |                 |
| 08.02.2011        | 16.09.2012      | 02  | Episode 2       |
|                   |                 |     |                 |
| 14.02.2011        | 23.09.2012      | 03  | Episode 3       |
|                   |                 |     |                 |
| 15.02.2011        | 30.09.2012      | 04  | Episode 4       |
|                   |                 |     |                 |
| 21.02.2011        | 07.10.2012      | 05  | Episode 5       |
|                   |                 |     |                 |
| 27.02.2011        | 14.10.2012      | 06  | Episode 6       |
|                   |                 |     |                 |
| 06.03.2011        | 21.10.2012      | 07  | Episode 7       |
|                   |                 |     |                 |
| 13.09.2011        | 28.10.2012      | 08  | Episode 8       |
|                   |                 |     |                 |